# Браунсвилл (тауншип, Миннесота)
Браунсвилл (англ. Brownsville) — тауншип в округе Хьюстон, Миннесота, США. На 2000 год его население составило 462 человека.

## География
По данным Бюро переписи населения США, площадь тауншипа составляет 76,6 км², из которых 73,7 км² занимает суша, а 2,9 км² — вода (3,75%).

## Демография
По данным переписи населения 2000 года здесь находились 462 человека, 165 домохозяйств и 134 семьи.  Плотность населения —  6,3 чел./км².  На территории тауншипа расположено 249 построек со средней плотностью 3,4 построек на один квадратный километр. Расовый состав населения: 98,92 % белых, 0,22 % коренных американцев, 0,43 % азиатов и 0,43 % приходится на две или более других рас.
Из 165 домохозяйств в 37,6 % воспитывались дети до 18 лет, в 73,3 % проживали супружеские пары, в 3,6 % проживали незамужние женщины и в 18,2 % домохозяйств проживали несемейные люди. 14,5 % домохозяйств состояли из одного человека, при том 3,6 % из — одиноких пожилых людей старше 65 лет. Средний размер домохозяйства — 2,80, а семьи — 3,04 человека.
28,1 % населения — младше 18 лет, 7,4 % — в возрасте от 18 до 24 лет, 26,8 % — от 25 до 44, 28,6 % — от 45 до 64, и 9,1 % — старше 65 лет. Средний возраст — 38 лет. На каждые 100 женщин приходилось 107,2 мужчин.  На каждые 100 женщин старше 18 приходилось 114,2 мужчин.
Средний годовой доход домохозяйства составлял 45 625 долларов, а средний годовой доход семьи —  47 500 долларов. Средний доход мужчин —  31 250  долларов, в то время как у женщин — 23 125. Доход на душу населения составил 17 552 доллара. За чертой бедности находились 9,3 % семей и 12,0 % всего населения тауншипа, из которых 15,3 % младше 18 и 7,0 % старше 65 лет.